# Arvid Olauson
Knut Arvid Olauson, född 19 augusti 1859 i Västerås, död 21 september 1926 i Kungsholms församling, Stockholm, var en svensk bankman.
Efter mogenhetsexamen i Västerås 1878 och avgångsexamen från Frans Schartaus Handelsinstitut 1879 blev Olauson e.o. tjänsteman vid Riksbankens huvudkontor 1880, kontorsskrivare 1889, bokhållare 1900, kamrer 1911 och bankokommissarie 1913. Han blev tillförordnad kamrer vid Härnösandskontoret 1896, verkställande styrelseledamot vid samma kontor 1898 och vid Malmökontoret från 1908. Han var suppleant för riksbanksfullmäktige från 1912. Han tillhörde Härnösands stads stadsfullmäktige 1904–08.